# Моллакент (Кюрдамирский район)
Моллакент — село в Кюрдамирском районе Азербайджана. Расположено 27 км к югу от г. Кюрдамир.

## Топонимика
Прежнее имя было Моллали. Это было также записано в версии Моллади (1933). Ойконим состоит из слов мулла (религиозный ранг) и деревни (географический термин), что означает «деревня муллы, деревня, принадлежащая мулле».

## География
Село расположено на Ширванской равнине, на левом берегу реки Куры.

## Экономика
Основными занятиями населения являются сельское хозяйство, скотоводство и животноводство. Есть 2 школы, 1 больница и 6 магазинов.